# Torneo femenino de fútbol en los Juegos Bolivarianos de 2017
El torneo femenino de fútbol fue una de las disciplinas deportivas en los XVIII Juegos Bolivarianos de 2017. Comenzó el 12 de noviembre y culminó el 20 de noviembre de 2017. Las participantes fueron las selecciones femeninas de categoría Sub-20.

## Sede
El Estadio Municipal de Ciénaga es el estadio en el que se albergará esta competición, tiene capacidad para 4500 espectadores. Fue construido en 2014.
| Ciénaga                                      |
| -------------------------------------------- |
| Estadio Municipal de Ciénaga Capacidad: 4500 |
|                                              |

## Participantes
| Bandera de Bolivia | Bandera de Colombia | Bandera de Ecuador | Bandera de Perú | Bandera de Venezuela |
| Bolivia            | Colombia            | Ecuador            | Perú            | Venezuela            |
| ------------------ | ------------------- | ------------------ | --------------- | -------------------- |

## Clasificación
| Selección | Pts. | PJ | PG | PE | PP | GF | GC | Dif. | Notas                                 |
| --------- | ---- | -- | -- | -- | -- | -- | -- | ---- | ------------------------------------- |
| Colombia  | 10   | 4  | 3  | 1  | 0  | 17 | 1  | +16  | Acceso a la final                     |
| Ecuador   | 7    | 4  | 2  | 1  | 1  | 5  | 8  | –3   | Acceso a la final                     |
| Venezuela | 5    | 4  | 1  | 2  | 1  | 3  | 4  | –1   | Acceso al partido por el tercer lugar |
| Bolivia   | 4    | 4  | 1  | 1  | 2  | 3  | 8  | –5   | Acceso al partido por el tercer lugar |
| Perú      | 1    | 4  | 0  | 1  | 3  | 1  | 8  | –7   |                                       |

### Jornada 1
| 12 de noviembre de 2017, 14:00 (UTC-5) | Perú | 0:0     | Venezuela | Estadio Municipal de Ciénaga, Ciénaga |                              |
|                                        |      | Reporte |           | Árbitra: María Victoria Daza          | Árbitra: María Victoria Daza |

| 12 de noviembre de 2017, 16:00 (UTC-5) | Bolivia | 0:5 (0:2) | Colombia                                                                               | Estadio Municipal de Ciénaga, Ciénaga |                         |
|                                        |         | Reporte   | 7' Sara Córdoba · 16' 51' Valentina Restrepo · 51' Manuela Vanegas · 82' Maireth Pérez | Árbitra: Helena Cantero               | Árbitra: Helena Cantero |

### Jornada 2
| 13 de noviembre de 2017, 14:00 (UTC-5) | Bolivia                  | 2:1 (1:0) | Perú                 | Estadio Municipal de Ciénaga, Ciénaga |                        |
|                                        | Elizania Torrico 15' 87' | Reporte   | 90+2' Sandra Arévalo | Árbitra: Isley Delgado                | Árbitra: Isley Delgado |

| 13 de noviembre de 2017, 16:00 (UTC-5) | Ecuador | 0:8 (0:5) | Colombia | Estadio Municipal de Ciénaga, Ciénaga |                           |
|                                        |         | Reporte   | 7' 90+1' Angie Castañeda · 20' 43' Sara Córdoba · 27' Valentina Restrepo · 34' Ana María Fisgativa · 77' 89' Maireth Pérez | Árbitra: Priscila Vásquez             | Árbitra: Priscila Vásquez |

### Jornada 3
| 15 de noviembre de 2017, 14:00 (UTC-5) | Venezuela | 0:2 (0:1) | Ecuador                                 | Estadio Municipal de Ciénaga, Ciénaga |                       |
|                                        |           | Reporte   | 41' Luisa Espinoza · 60' Nayeli Bolaños | Árbitra: Janette Vera                 | Árbitra: Janette Vera |

| 15 de noviembre de 2017, 16:00 (UTC-5) | Colombia                                      | 3:0 (1:0) | Perú | Estadio Municipal de Ciénaga, Ciénaga |  |
|                                        | Valentina Restrepo 15' 80' · Sara Córdoba 50' | Reporte   |      |                                       |  |

### Jornada 4
| 16 de noviembre de 2017, 14:00 (UTC-5) | Perú | 0:3 (0:0) | Ecuador                                                             | Estadio Municipal de Ciénaga, Ciénaga |                                       |
|                                        |      | Reporte   | 77' Nayeli Bolaños · 86' Michelle Clarkin · 90+3' Joselyn Espinales | Árbitro(s): María Victoria Daza Ortiz | Árbitro(s): María Victoria Daza Ortiz |

| 16 de noviembre de 2017, 16:00 (UTC-5) | Venezuela                                   | 2:1 (2:1) | Bolivia            | Estadio Municipal de Ciénaga, Ciénaga |  |
|                                        | Claudia Quintero 1' · Daniuska Rodríguez 2' | Reporte   | 4' Alexia Mariscal |                                       |  |

### Jornada 5
| 18 de noviembre de 2017, 14:00 (UTC-5) | Ecuador | 0:0     | Bolivia | Estadio Municipal de Ciénaga, Ciénaga |  |
|                                        |         | Reporte |         |                                       |  |

| 18 de noviembre de 2017, 16:00 (UTC-5) | Colombia            | 1:1 (0:0) | Venezuela          | Estadio Municipal de Ciénaga, Ciénaga |  |
|                                        | Angie Castañeda 58' | Reporte   | 70' Sandra Luzardo |                                       |  |

## Fase final

### Tercer puesto
| 20 de noviembre de 2017, 13:30 (UTC-5) | Venezuela                                | 2:0 (1:0) | Bolivia | Estadio Municipal de Ciénaga, Ciénaga |                              |
|                                        | Jeismar Cabeza 17' · Yerliane Moreno 61' | Reporte   |         | Árbitra: María Victoria Daza          | Árbitra: María Victoria Daza |

### Final
| 20 de noviembre de 2017 | Colombia                                       | 3:1 (0:1) | Ecuador           | Estadio Municipal de Ciénaga, Ciénaga |                         |
| 15:30                   | Valentina Restrepo 57' 61' · Maireth Pérez 83' | Reporte   | 16' Tamara Angulo | Árbitra: Helena Cantero               | Árbitra: Helena Cantero |

|                             |
| Bandera de Colombia         |
| Campeón Colombia 2.º título |

## Medallero
| Evento          | Oro | Plata   | Bronce    |
| --------------- | --- | ------- | --------- |
| Fútbol femenino | Colombia | Ecuador | Venezuela |
| Equipos         | - Ana María Fisgativa Pasos - Geraldine Saavedra Román - Aura Isabel Loaiza Quintero - Camila Agudelo Gonzales - Yorelyne Daniela Carabalí Martínez - Daniela Caracas Gonzales - Farlin Fernanda Caicedo Quiñones - Nancy Viviana Acosta Núñez - Angie Yulieth Castañeda Vanegas - Laura Vanessa Bareto Aldana - Michele Valentina Lugo Torres - Sara Daniela Pulecio Albarracín - Lizeth Yamile Aroca Peña - Natalia Andrea Acuña Martínez - Sara Cristina Páez Martínez - Mayra Tatiana Ramírez Ramírez - Valentina Vivas Castañeda - Maria Elena Hurtado Ortega - Valentina Restrepo Betancurt - Aura María Hoyos - Sara Camila Córdoba Gaviria - Melissa Rivas Villa - Manuela Vanegas Cataño - Maireth Alejandra Pérez Ramírez - Lizeth Alejandra Hurtado - Entrenador: Carlos Alberto Quintero Castillo |         |           |

## Estadísticas

### Tabla general
| Pos. | Selección | Pts. | PJ | PG | PE | PP | GF | GC | Dif. | Rend.   |
| ---- | --------- | ---- | -- | -- | -- | -- | -- | -- | ---- | ------- |
| 1    | Colombia  | 13   | 5  | 4  | 1  | 0  | 20 | 2  | +18  | 86.67 % |
| 2    | Ecuador   | 7    | 5  | 2  | 1  | 2  | 6  | 11 | –5   | 46.67 % |
| 3    | Venezuela | 8    | 5  | 2  | 2  | 1  | 5  | 4  | +1   | 53.33 % |
| 4    | Bolivia   | 4    | 5  | 1  | 1  | 3  | 3  | 10 | –7   | 26.67 % |
| 5    | Perú      | 1    | 4  | 0  | 1  | 3  | 1  | 8  | –7   | 8.33 %  |

### Tabla de goleadoras
7 goles
- Valentina Restrepo

4 goles
- Sara Córdoba
- Maireth Pérez

3 goles
- Angie Castañeda

2 goles
- Elizania Torrico
- Nayeli Bolaños

1 gol
- Alexia Mariscal
- Ana María Fisgativa
- Manuela Vanegas
- Tamara Angulo
- Michelle Clarkin
- Joselyn Espinales
- Luisa Espinoza Ortiz
- Sandra Arévalo
- Jeismar Cabeza
- Claudia Quintero
- Sandra Luzardo
- Yerliane Moreno
- Daniuska Rodríguez

Fuente: